# Землеробство Стародавнього Єгипту
Землеробство Стародавнього Єгипту — основна галузь економіки давніх єгиптян. Нею займалася переважна більшість населення. Це викликано кліматично-географічними особливостями.

## Клімат у стародавньому Єгипті
Цивілізація Стародавнього Єгипту розвивалася в посушливому кліматі, з огляду на близькість Аравійської та Лівійської пустель, і річки Нілу, яка тече з озера Вікторія на північ в Середземне море. Ця область майже без опадів, річка Ніл має ключове значення для розвитку єгипетської цивілізації. Річка забезпечила родючу оазу серед великих пустель, які дозволили давнім єгиптянам утворити могутню державу на основі піднесення сільського господарства.
Високий рівень води при розливі Нілу, обіцяв багатющий приріст для полів, низький рівень Нілу неминуче приносив з собою страх перед «голодним роком». Це було обґрунтовано, тому що розлив приносить ґрунтам не лише родючість, а й вологу.

## Особливості
Земля була основним засобом виробництва. У Стародавньому Єгипті існувала державна власність на землю. Вона належала фараонові, який жалував її чиновникам, воєначальникам, жерцям.

### Обробка
Після відпливу Нілу селянин приступав до оборобітку землі. Ця робота ускладнювалася тому, що плуг, який був повинен перевертати важкий ґрунт, дуже громіздкий. Єгипетський плуг дуже мало змінився з найдавніших часів: він складався з довгого дерев'яного лемеша, в який були вставлені 2 трохи зігнуті рукоятки, а до задньої частини лемеша був навскіс прив'язана довга жердина, на передньому кінці якої знаходився поперечний брус, прикріплений до рогів биків. Такою була стандартна форма плуга, вона майже не змінилася за століття. За Нового царства був додано ще канат, що зв'язував жердину з лемешем, рукоятки при Новому царстві були встановлені майже перпендикулярно і забезпечені виїмками для долонь, але ці зміни були незначними.
Для оранки землі були потрібні дві людини: один, власне орач, натискав на рукоятки плуга, а другий, погонич биків, невтомно підганяв своїх тварин палицею. Якщо давні єгиптяни лише бажали розпушити шар мулу, вони використовували (насамперед з епохи Нового царства) легкий плуг, який тягли люди. Такий плуг дещо відрізнявся від плуга звичайної форми — леміш складався з двох частин, пов'язаних разом; він мав також довгу частину, приєднану ззаду і повертати похило вгору, коли орач спрямовував плуг.
Після оранки потрібно було ще розбити великі грудки важкої землі, щоб земля була готова для посіву. В Стародавньому Єгипті користувалися дерев'яною мотикою, яка, вважається, була власним винаходом єгиптян в сільському господарстві. В музеях збережено декілька зразків справжніх мотик. Хлібороб тримав цю мотику за нижній кінець ручки і розбивав лезом грудки землі. Пересуваючи мотузку, він міг за бажанням робити мотику ширше або вже. На малюнках епохи Давнього царства люди, що працюють мотиками, завжди зображені йдуть ззаду плуга, пізніше вони йшли і попереду нього.
Після того як земля була належним чином підготовлена, починали висівати насіння. Після того як насіння були розкидані, посівні роботи ще не були закінчені: ще потрібно було втиснути зерно в щільну мулисту землю. Для цього по щойно засіяних полях проганяли овець. На всіх малюнках, присвячених цій темі, зображено одного або двох пастухів з їхніми стадами, які йдуть ззаду сіяча. Одні працівники, змахуючи батогами, женуть овець вперед, інші так само енергійно відганяють їх назад. До Нового царства цей звичай відійшов у минуле. Геродот згадує, що для цих цілей використовували свиней.
З визріванням врожаю зернові жали коротким серпом, зрізуючи ним, на відміну від нашого звичаю, стебла високо над землею, іноді близько до колосся, оскільки солома була не потрібна й лише ускладнювала молотьбу. З них зв'язували снопи, які відправляли своєрідні «елеватори» (гумна). Тут відбувалася обробка зерна. На рівному круглому майданчику з трохи піднятими краями (току) розсипали зерно і потім ганяли по ній худобу, яке топтало його своїми копитами, зокрема бики та віслюки.
Після того як зерно було обмолочено, його разом з половою збирали дерев'яними вилами в велику купу, на верх якої клали гніт, щоб вона не розсипалася. Потім необхідно було відокремити зерно від полови і бруду, неминучою при такому примітивному робочому процесі. Цю роботу виконували жінки. Вони віяли зерно, підкидаючи його в повітря за допомогою двох маленьких похилих дощок. Зерно падало вертикально вниз, а полову вітер відносив убік. Потім зерно пропускалось через величезне прямокутне сито, щоб відсіяти найгірші домішки.
Наприкінці збору врожаю з'являлися державні чиновники — «писар житниці» і «вимірювач зерна», — які вимірювали кожну купу зерна перед тим, як вона вирушала до житниці (комору). Ці житниці (комори, склади зерна) в усі епохи будувалися за переважно однаковим планом. В оточеному стіною дворі розташовувалися один або два рядки будівель з мулу, що мали форму конуса заввишки близько 5 м і завширшки 2 м; вони мали одне маленьке вікно високо над землею, а друге на половині висоти або близько від землі. Нижнє, через яке забирали зерно, зазвичай було зачинене, щоб не запустити мишей, і працівники засипали зерно через верхнє вікно, піднімаючись до нього по сходах. В епоху Середнього царства виявлені дещо інші форми зерноскладів. Такі житниці мали плаский дах, на яку потрібно було підніматися по зовнішніх сходах. Цей дах був зручним спостережним пунктом для писаря: він міг, перебуваючи на ній, зважувати торби, принесені й висипані до комори. Такий склад зерна міг належати лише для великого господарства.

## Іригаційна система
Оскільки найвищий розлив заливає не всі поля, і, щоб інші, залиті розливом поля дали урожай, селянин повинен був вдаватися до штучного зрошення. Воду Нілу підводили якомога ближче до його полю за допомогою зрошувального каналу, а селянин потім споруджував щось на кшталт колодязного журавля — тепер відомого під сучасною назвою шадуф, але він зберіг свою колишню, давню форму.
Кліматичні умови рослинництва викликали необхідність створення системи осушувальних і зрошувальних каналів, координації та об'єднання зусиль людей з різних районів. Іригаційна система складалася з каналів, шлюзів, гребель, що оточували поля, і шадуфов, підйомних споруд, за допомогою яких воду підіймали на поля, розташовані вище водного рівня. Державні чиновники відповідали за розвиток і утримання іригаційної системи, спостерігали за підйомом води в Нілі. Держава здійснювала великі будівельні роботи зі створення каналів і водосховищ. Уже в період Середнього царства була створена система регулювання руху води з Нілу в водосховища, яка дозволила створити велику Фаюмську оазу.

## Вирощування культур
На малюнках, що зображують сільськогосподарські роботи, зазвичай привертають дві зернові культури: ячмінь і пшениця. Обидві вони були дуже широко поширені в Єгипті, свідченням чого є солома, яку тепер можна побачити в необпалених цеглинах. З ячменю було налагоджено у великих обсягах пивоваріння.
На деяких пам'ятниках епохи Нового царства зображений збір врожаю ще одного культурного рослини, яке має стебло з маленьким червоним плодом нагорі. Воно було з великою ймовірністю упізнано як просо — чорне просо, відоме в сучасному Єгипті під назвою дурра. Просо висмикували, потім струшували землю з коренів і після цього пов'язували стебла в снопи. Щоб вилущити зерна з колосків, застосовували незвичайний, схожий на гребінь інструмент. Давні єгиптяни також полюбляли овес.
Давні єгиптяни у великій кількості вирощували овочі, що обумовлювало особливості їх харчування. Популярними були салат-латук, численні бобові, сорго, декілька видів цибулі та огірків, часник, редька, петрушка, сікамора, гарбузи, дині, кавуни, лотос, папірус, лілії, очерет. З фруктів — були численними сади з гранатів, цитрусових, фініків, інжиру, яблук, виноград, ріжкове дерево. У дельті Нілу з початку III тис. до н. е. було розвинене виноробство.

## Садівництво
У Стародавньому Єгипті було декілька типів садів. Зазвичай їх створювали неподалік річки Ніл на пласких або вирівняних ділянках. У розпланування саду внесли геометричні форми. Посередині створювали видовжений басейн прямокутної форми з водою. Береги басейна оточували деревами та пальмами. Сад відокремлювали від оточення мурами. В залежності від статків родини сади мали малі або великі розміри.
Багатії мали декілька садів, а басейн оточувало два-три ряди фруктових дерев і пальм. Сад прикрашав і окремий павільйон. Сад був і місцем відпочинку, і мав господарські функції для отримання фруктів, фініків, лікарських рослин.